# HMS M9
HMS M9 var en svensk minsvepare som byggdes på Fisksätra varv 1940. Hon sjösattes den 5 november samma år. Samma ritningar som systerfartygen och byggd i mahogny på stålspant med förstärkningar i alm och ek. M9 utrangerades den 1 november 1960 och blev sjömätningsfartyg för Sjökarteverket fram till 1973. Hon blev därefter fritidsbåt med namnet Anden i Stockholm.